# ادگار کاد
ادگار کاد، ای اف کاد، تد کاد، (به انگلیسی: Edgar F.Codd) از دانشمندان حوزه علوم رایانه است. وی خدمات ارزشمندی در این زمینه داشته‌است اما عمده شهرت او به دلیل ابداع مدل رابطه‌ای است.

## زندگی
ای اف کاد در سال ۱۹۲۳ در انگلستان به دنیا آمد. و پس از پایان تحصیلات متوسطه در آکسفورد در شاخه‌های شیمی و ریاضی تحصیل کرد. در زمان جنگ جهانی دوم به عنوان خلبان در نیروی هوایی خدمت می‌کرد و سپس در سال ۱۹۴۸ به نیویورک رفت و به عنوان برنامه‌نویس در شرکت آی بی ام مشغول کار شد. وی پس از ادامه تحصیل در دانشگاه میشیگان و اخذ دانشنامه دکترا به مرکز تحقیقاتی سان خوزه (آی بی ام) منتقل شد. وی در سال ۱۹۸۰ از آی بی ام خارج شد. در دهه ۱۹۹۰ به دلیل ضعف جسمی تحقیقات خود را متوقف نمود و سرانجام در سال ۲۰۰۳ درگذشت.

## پژوهش‌ها
وی در دهه شصت بر روی سازماندهی داده‌ها کار می‌کرد و سرانجام در سال ۱۹۷۰ مقاله خود تحت عنوان «مدل رابطه‌ای برای داده‌ها جهت پایگاه داده‌های بزرگ و اشتراکی» را منتشر نمود.
ابتدا به دلیل ضعیف بودن کامپیوترهای آن زمان و در نتیجه مشکلات پیاده‌سازی، اهمیت این مدل به خوبی درک نشد ولیکن به تدریج استقبال از آن افزایش یافت به گونه‌ای که این مدل امروز پایه تمامی سامانه مدیریت پایگاه داده‌ها است. کاد نیز در همین راستا فعالیت خود را ادامه داد. وی در مقاله اول جبر رابطه‌ای را معرفی کرده بود و در مقالات بعدی حساب رابطه‌ای و فرم‌های نرمال را ارائه نمود. سی‌جی دیت از همکاران وی بود و در گسترش این مدل نقش به سزایی داشت و اکنون نیز در حال ارائه نظریه‌های جدید در خصوص این مدل است. وی می‌گوید: «یک تصور غلط در مورد مدل رابطه‌ای این است که آن را کاملاً ایستا فرض می‌کنند در حالی که چنین نیست. مدل رابطه‌ای از این نظر شبیه ریاضیات است. ریاضیات هم ایستا نیست و در گذر زمان تغییر می‌کند. در حقیقت مدل رابطه‌ای می‌تواند بعنوان شاخه کوچکی از ریاضیات در نظر گرفته شود. در طی زمان همواره قضایای جدیدی اثبات و نتایج جدیدی کشف می‌شوند و همیشه افراد شایسته در این روند مشارکت دارند. و باز هم مشابه ریاضیات، مدل رابطه‌ای نیز توسط فردی ابداع شد که در زمره مردان کوشای این جهان بود. شاید نام وی را ندانید. او ای‌اف کاد نام داشت و در آن زمان یکی از محققین آی بی ام بود. در اواخر سال ۱۹۶۸ کاد ریاضیدان کاربردی برای نخستین بار دریافت که قوانین ریاضی می‌توانند برای تدوین قواعد پایگاه داده‌ها -که در آن زمان بسیار ناقص بودند- به‌کار گرفته شوند. تدوین اصلی او از مدل رابطه‌ای در گزارش تحقیقاتی آی بی ام در سال ۱۹۶۹ منتشر شد.»
کاد در سال ۱۹۸۱ موفق به اخذ جایزه تورینگ شد. جایزه‌ای که آن را معادل جایزه نوبل برای علم رایانه می‌دانند.